# Bruchophagus opus
Bruchophagus opus är en stekelart som först beskrevs av Girault 1913.  Bruchophagus opus ingår i släktet Bruchophagus och familjen kragglanssteklar. Inga underarter finns listade.